# Горнє Мрзло Полє-Мрежницько
45°28′ пн. ш. 15°30′ сх. д. / 45.46° пн. ш. 15.50° сх. д.
Горнє Мрзло Полє-Мрежницько (хорв. Gornje Mrzlo Polje Mrežničko) — населений пункт у Хорватії, у Карловацькій жупанії у складі міста Дуга Реса.

## Населення
Населення за даними перепису 2011 року становило 617 осіб.
Динаміка чисельності населення поселення: